# 博韋鎮區 (密蘇里州聖熱訥維耶沃縣)
博韋鎮區（英語：Beauvais Township）是位於美國密蘇里州聖熱訥維耶沃縣的一個行政鎮區。

## 地方資料
博韋鎮區的面積為210.58平方千米，當中陸地面積為208.76平方千米，而水域面積為1.82平方千米。根據2020年美國人口普查的數據，當地共有人口1246人，而人口密度為每平方千米5.92人。